# I’m Alive (Elhaida Dani-dal)
Az I’m Alive (magyarul: Még élek) című dal Albániát képviselte a 2015-ös Eurovíziós Dalfesztiválon, Bécsben. A dalt az albán Elhaida Dani adta elő angol nyelven először a május 19-i első elődöntőben. Az előadó az RTSH közszolgálati televízió Festivali i Këngës című műsorán nyerte el a jogot Diell című dalával, hogy képviselje az országát a dalfesztiválon. Az eredeti mű szerzőinek visszalépése miatt új dalt kellett írni az énekesnőnek.
Az I’m Alive-ot és a hozzá készült videóklipet március 15-én este a TVSH-n és a YouTube-on mutatták be.

## Külső hivatkozások
- Dalszöveg (angol nyelven). eurovision.tv
- Az I’m Alive című dal videóklipje. YouTube-videó, Eurovision Song Contest, 2015. március 15.